# Euliphyrodes katangana
Euliphyrodes katangana är en fjärilsart som beskrevs av Jean Romieux 1937. Euliphyrodes katangana ingår i släktet Euliphyrodes och familjen juvelvingar. Inga underarter finns listade i Catalogue of Life.